# Municipio de Heidelberg (condado de Berks)
El municipio de Heidelberg (en inglés: Heidelberg Township) es un municipio ubicado en el condado de Berks en el estado estadounidense de Pensilvania. En el año 2000 tenía una población de 1.636 habitantes y una densidad poblacional de 44.1 personas por km².

## Geografía
El municipio de Heidelberg se encuentra ubicado en las coordenadas 40°22′36″N 76°07′59″O / 40.37667, -76.13306.

## Demografía
Según la Oficina del Censo en 2000 los ingresos medios por hogar en la localidad eran de $51,641 y los ingresos medios por familia eran $57,422. Los hombres tenían unos ingresos medios de $37,105 frente a los $27,315 para las mujeres. La renta per cápita para la localidad era de $22,291. Alrededor del 5,0% de la población estaba por debajo del umbral de pobreza.